# Gran Premi de Gran Bretanya del 1955
Resultats del Gran Premi de la Gran Bretanya de Fórmula 1 de la temporada 1955, disputat al circuit d'Aintree el 16 de juliol del 1955.

## Resultats
| Pos   | No | Pilot                   | Equip            | Voltes | Temps/ Retirada  | Pos. de sortida | Punts |
| ----- | -- | ----------------------- | ---------------- | ------ | ---------------- | --------------- | ----- |
| 1     | 12 | Stirling Moss           | Mercedes         | 90     | 3h 07' 21. 2     | 1               | 9     |
| 2     | 10 | Juan Manuel Fangio      | Mercedes         | 90     | + 0.2 s          | 2               | 6     |
| 3     | 14 | Karl Kling              | Mercedes         | 90     | +1' 11.8 min.    | 4               | 4     |
| 4     | 50 | Piero Taruffi           | Mercedes         | 89     | + 1 Volta        | 5               | 3     |
| 5     | 4  | Luigi Musso             | Maserati         | 89     | + 1 Volta        | 9               | 2     |
| 6     | 16 | Mike Hawthorn           | Ferrari          | 87     | + 3 Voltes       | 12              |       |
| Comp. | 16 | Eugenio Castellotti     | Ferrari          |        |                  |                 |       |
| 7     | 26 | Mike Sparken            | Gordini          | 81     | + 9 Voltes       | 23              |       |
| 8     | 46 | Lance Macklin           | Maserati         | 79     | + 11 Voltes      | 16              |       |
| 9     | 28 | Ken Wharton             | Vanwall          | 72     | + 18 Voltes      | 15              |       |
| Comp. | 28 | Harry Schell            | Vanwall          |        |                  |                 |       |
| Ret   | 18 | Maurice Trintignant     | Ferrari          | 59     | Sobreescalfament | 13              |       |
| Ret   | 6  | Roberto Mieres          | Maserati         | 47     | Motor            | 6               |       |
| Ret   | 40 | Jack Brabham            | Cooper - Bristol | 30     | Motor            | 25              |       |
| Ret   | 32 | Kenneth McAlpine        | Connaught - Alta | 30     | Pressió de l'oli | 17              |       |
| Ret   | 44 | Peter Collins           | Maserati         | 28     | Embragatge       | 24              |       |
| Ret   | 24 | Hernando da Silva Ramos | Gordini          | 26     | Pressió de l'oli | 18              |       |
| Ret   | 44 | Roy Salvadori           | Maserati         | 23     | Caixa canvi      | 20              |       |
| Ret   | 48 | Horace Gould            | Maserati         | 22     | Frens            | 22              |       |
| Ret   | 30 | Harry Schell            | Vanwall          | 20     | Accelerador      | 7               |       |
| Ret   | 36 | Tony Rolt               | Connaught - Alta | 19     | Transmissió      | 14              |       |
| Comp. | 36 | Peter Walker            | Connaught - Alta |        |                  |                 |       |
| Ret   | 38 | Leslie Marr             | Connaught - Alta | 18     | Frens            | 19              |       |
| Ret   | 20 | Eugenio Castellotti     | Ferrari          | 16     | Transmissió      | 10              |       |
| Ret   | 8  | André Simon             | Maserati         | 9      | Caixa canvi      | 8               |       |
| Ret   | 2  | Jean Behra              | Maserati         | 9      | Pèrdua d'oli     | 3               |       |
| Ret   | 22 | Robert Manzon           | Gordini          | 4      | Transmissió      | 11              |       |
| NVS   | 34 | Jack Fairman            | Connaught - Alta |        | Motor            | 21              |       |

## Altres
- Pole: Stirling Moss 2' 00. 4 (primera pole de la seva carrera)

- Volta ràpida: Stirling Moss 2' 00. 4 (a la volta 88)